# ویلهلم پیتس
ویلهلم پیتس (لهستانی: Wilhelm Piec; ۲ نوامبر ۱۹۱۵ – ۴ آوریل ۱۹۵۴) بازیکن فوتبال اهل لهستان بود.
وی همچنین در تیم ملی فوتبال لهستان بازی کرده‌است.